# Mollahüseyinler, Sarız
Mollahüsüyinler là một xã thuộc huyện Sarız, tỉnh Kayseri, Thổ Nhĩ Kỳ. Dân số thời điểm năm 2008 là 162 người.